# Ferland Mendy
Ferland Sinna Mendy (francouzská výslovnost: [fɛʁlɑ̃ mɛndi]; * 8. června 1995 Meulan-en-Yvelines) je francouzský profesionální fotbalista, který hraje na pozici levého obránce za španělský tým Real Madrid a za francouzský národní tým.

## Klubová kariéra
Mendy se narodil ve francouzském městě Meulan-en-Yvelines a má senegalské předky. V 15 letech podstoupil operaci kyčle, následně strávil 6 měsíců rehabilitováním a byl na kolečkovém křesle; bylo mu řečeno, že už nikdy nebude moci hrát fotbal. Během sezóny 2016/17 nastoupil Mendy za do 35 utkání Ligue 2.

### Lyon
Mendy dne 29. června 2017 přestoupil do Olympique Lyon za částku okolo 5 miliónů euro. Dne 19. září 2018 debutoval v Lize mistrů při vítězství 2:1 nad Manchesterem City v sezóně 2018/19.

### Real Madrid
Dne 12. června 2019 přestoupil Mendy do španělského velkoklubu, do Realu Madrid, za 50 milionů euro. Debutoval 1. září 2019 v utkání proti Villarrealu. Svůj první gól vstřelil 13. července 2020, a to při vítězství 2:1 nad Granadou. Během ligové sezóny se nastoupil do 25 zápasů, a pomohl Realu k vítězství v La Lize 2019/20. 24. února 2021 vstřelil svůj první gól v Lize mistrů při výhře 1:0 nad Atalantou v osmifinále Ligy mistrů 2020/21.

## Reprezentační kariéra
V listopadu 2018 byl Mendy poprvé povolán do francouzské reprezentace po zranění svého jmenovce Benjamina Mendyho pro zápasy proti Nizozemsku a Uruguayi. Debutoval v utkání proti Uruguayi odehrál celých 90 minut domácího vítězství 1:0.

## Statistiky

### Klubové
K 20. březnu 2021
| Klub        | Sezóna  | Liga    | Liga   | Liga | Národní pohár | Národní pohár | Ligový pohár | Ligový pohár | Evropské poháry | Evropské poháry | Ostatní | Ostatní | Celkem | Celkem |
| Klub        | Sezóna  | Liga    | Zápasy | Góly | Zápasy        | Góly          | Zápasy       | Góly         | Zápasy          | Góly            | Zápasy  | Góly    | Zápasy | Góly   |
| ----------- | ------- | ------- | ------ | ---- | ------------- | ------------- | ------------ | ------------ | --------------- | --------------- | ------- | ------- | ------ | ------ |
| Le Havre    | 2014/15 | Ligue 2 | 1      | 0    | 0             | 0             | 0            | 0            | —               | —               | —       | —       | 1      | 0      |
| Le Havre    | 2015/16 | Ligue 2 | 11     | 0    | 1             | 0             | 0            | 0            | —               | —               | —       | —       | 12     | 0      |
| Le Havre    | 2016/17 | Ligue 2 | 35     | 2    | 1             | 0             | 2            | 0            | —               | —               | —       | —       | 38     | 2      |
| Le Havre    | Celkem  | Celkem  | 47     | 2    | 2             | 0             | 2            | 0            | —               | —               | —       | —       | 51     | 2      |
| Lyon        | 2017/18 | Ligue 1 | 27     | 0    | 0             | 0             | 1            | 0            | 7               | 0               | —       | —       | 35     | 0      |
| Lyon        | 2018/19 | Ligue 1 | 30     | 2    | 4             | 1             | 2            | 0            | 8               | 0               | —       | —       | 44     | 3      |
| Lyon        | Celkem  | Celkem  | 57     | 2    | 4             | 1             | 3            | 0            | 15              | 0               | —       | —       | 79     | 3      |
| Real Madrid | 2019/20 | La Liga | 25     | 1    | 0             | 0             | —            | —            | 5               | 0               | 2       | 0       | 32     | 1      |
| Real Madrid | 2020/21 | La Liga | 24     | 1    | 0             | 0             | —            | —            | 8               | 1               | 1       | 0       | 33     | 2      |
| Real Madrid | Celkem  | Celkem  | 49     | 2    | 0             | 0             | —            | —            | 13              | 1               | 3       | 0       | 65     | 3      |
| Celkem      | Celkem  | Celkem  | 153    | 6    | 6             | 1             | 5            | 0            | 28              | 1               | 3       | 0       | 195    | 8      |

### Reprezentační
K 14. říjnu 2020
| Francie | Francie | Francie |
| Rok     | Zápasy  | Góly    |
| ------- | ------- | ------- |
| 2018    | 1       | 0       |
| 2019    | 3       | 0       |
| 2020    | 3       | 0       |
| Celkem  | 7       | 0       |

## Ocenění

### Klubové

#### Real Madrid
- La Liga: 2019/20[15]
- Supercopa de España: 2019[16]

### Individuální
- Jedenáctka setóny Ligue 2: 2016/17[17]
- Jedenáctka setóny Ligue 1: 2017/18,[18] 2018/19[19]